# Загвозд
Загвозд је насељено место и седиште општине у Сплитско-далматинској жупанији, Република Хрватска.

## Историја
До територијалне реорганизације у Хрватској налазио се у саставу старе општине Имотски.

## Становништво
На попису становништва 2011. године, општина Загвозд је имала 1.188 становника, од чега у самом Загвозду 767.

### Општина Загвозд
| Број становника по пописима | Број становника по пописима | Број становника по пописима | Број становника по пописима | Број становника по пописима | Број становника по пописима | Број становника по пописима | Број становника по пописима | Број становника по пописима | Број становника по пописима | Број становника по пописима | Број становника по пописима | Број становника по пописима | Број становника по пописима | Број становника по пописима | Број становника по пописима |
| --------------------------- | --------------------------- | --------------------------- | --------------------------- | --------------------------- | --------------------------- | --------------------------- | --------------------------- | --------------------------- | --------------------------- | --------------------------- | --------------------------- | --------------------------- | --------------------------- | --------------------------- | --------------------------- |
| 1857                        | 1869                        | 1880                        | 1890                        | 1900                        | 1910                        | 1921                        | 1931                        | 1948                        | 1953                        | 1961                        | 1971                        | 1981                        | 1991                        | 2001                        | 2011                        |
| 2.522                       | 2.929                       | 3.176                       | 3.779                       | 4.461                       | 5.051                       | 4.758                       | 4.993                       | 4.760                       | 5.032                       | 4.656                       | 4.547                       | 3.288                       | 2.295                       | 1.642                       | 1.188                       |

Напомена: Настала из старе општине Имотски.

### Загвозд (насељено место)
| Број становника по пописима | Број становника по пописима | Број становника по пописима | Број становника по пописима | Број становника по пописима | Број становника по пописима | Број становника по пописима | Број становника по пописима | Број становника по пописима | Број становника по пописима | Број становника по пописима | Број становника по пописима | Број становника по пописима | Број становника по пописима | Број становника по пописима | Број становника по пописима |
| --------------------------- | --------------------------- | --------------------------- | --------------------------- | --------------------------- | --------------------------- | --------------------------- | --------------------------- | --------------------------- | --------------------------- | --------------------------- | --------------------------- | --------------------------- | --------------------------- | --------------------------- | --------------------------- |
| 1857                        | 1869                        | 1880                        | 1890                        | 1900                        | 1910                        | 1921                        | 1931                        | 1948                        | 1953                        | 1961                        | 1971                        | 1981                        | 1991                        | 2001                        | 2011                        |
| 1.105                       | 1.545                       | 1.425                       | 1.692                       | 1.935                       | 2.252                       | 2.495                       | 2.663                       | 2.058                       | 1.844                       | 1.827                       | 1.866                       | 1.654                       | 1.181                       | 965                         | 767                         |

Напомена: У 1991. смањено издвајањем дела насеља у самостално насеље Растовац, за које садржи податке у 1869, 1921. и 1931. Садржи податке за бивше насеље Буње које је у 1910. и 1948. исказивано као насеље.

### Попис 1991.
На попису становништва 1991. године, насељено место Загвозд је имало 1.181 становника, следећег националног састава:
| Попис 1991.‍   | Попис 1991.‍ | Попис 1991.‍ | Попис 1991.‍ | Попис 1991.‍ |
| ------------- | ----------- | ----------- | ----------- | ----------- |
|               |             |             |             |             |
| Хрвати        | Хрвати      |             | 1.162       | 98,39%      |
| Срби          | Срби        |             | 5           | 0,42%       |
| Италијани     | Италијани   |             | 1           | 0,08%       |
| Југословени   | Југословени |             | 1           | 0,08%       |
| Муслимани     | Муслимани   |             | 1           | 0,08%       |
| непознато     | непознато   |             | 11          | 0,93%       |
| укупно: 1.181 |             |             |             |             |